# Phaleristik
Phaleristik oder Ordenskunde (von lateinisch phalerae „Brustschmuck“) bezeichnet eine historische Hilfswissenschaft, die allgemein die Orden sowie die Ehrenzeichen und staatlichen Auszeichnungen mit ihrem Zubehör (z. B. Verleihungsurkunden, Statuten) in geschichtlicher, soziologischer und kunstgeschichtlicher Dimension erfasst, sammelt und dokumentiert.

## Herkunft des Wortes Phaleristik
Auszeichnungen waren bereits im Altertum bekannt und hatten ausschließlich den Charakter einer militärischen Belohnung. Diese Auszeichnungen stellten echte Löhne für bestimmte Verdienste dar. Sie unterschieden sich erheblich von den späteren mittelalterlichen, auch neuzeitlichen Orden, welche vor allem ein Zeichen der Zugehörigkeit zu einer bestimmten Organisation darstellten, obwohl sie auch Belohnungen für hervorragende Taten waren.
Bereits im alten Griechenland begegnet man dem Begriff tà phálara, der kleine runde oder halbmondförmige Schilde bezeichnet. Es hing ursprünglich den Pferden an der Brust, stellt jedoch im übertragenen Sinn des Wortes die älteste Form der Auszeichnung dar, die sichtbar an der Brust des Kriegers getragen wurde. Die Römer übernahmen später diese Medaillons. Das Wort phalera war dann bereits stellvertretend für den Begriff einer wirklichen Auszeichnung.

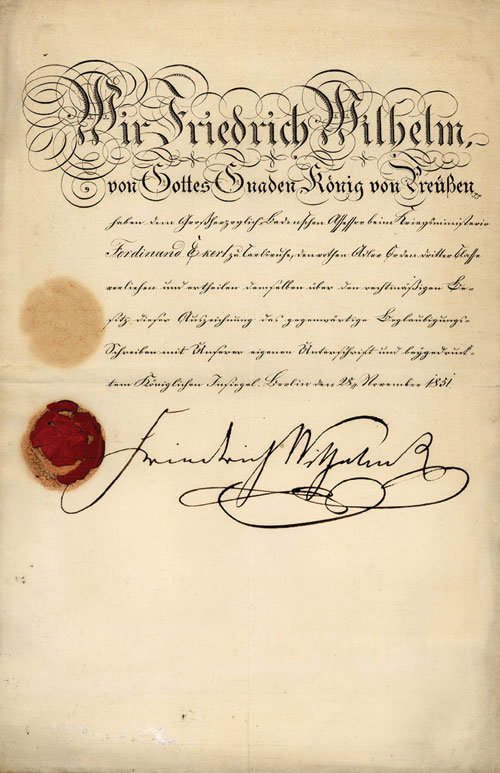
Verleihungsurkunde des Roter-Adler-Ordens, 1851

## Geschichte
Besonders im 20. Jahrhundert etablierte sich die Phaleristik in Abgrenzung und Korrespondenz vor allem zur Heraldik und insbesondere aus der Numismatik heraus.
Die modernen Orden sind eine Entwicklung des 18. und 19. Jahrhunderts, als Vorgänger können die geistlichen und weltlichen Ritterorden des Mittelalters angesehen werden. Beispiele hierfür sind der Orden vom Goldenen Vlies oder der angesehenste europäische Orden, der sogenannte Hosenbandorden (1348). Waren Orden im 17. und 18. Jahrhundert als Zeichen besonderer Bindung an den Souverän des Absolutismus gedacht und weniger als Belohnung für zivile oder militärische Verdienste, wandelte sich diese Sicht mit der Stiftung mehrstufiger Auszeichnungen wie z. B. des askanischen Hausordens Albrechts des Bären oder des Preußischen Kronenordens. Im Laufe des 19. Jahrhunderts erlebte das Ordenswesen einen raschen Aufschwung, zahlreiche Orden wurden abgestuft und durch Beigabe von Eichenlaub, Schwertern und dergleichen ausdifferenziert. Ein gutes Beispiel hierfür ist der Rote-Adler-Orden.

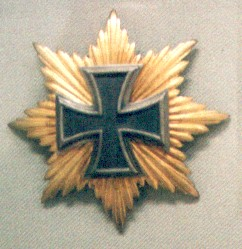
Blücherstern (Replik)

In der Zeit der Weimarer Republik wurde das gesamte Ordenswesen abgeschafft. In der Zeit des Nationalsozialismus (1933 bis 1945) erreichten Zahl und Bandbreite der Auszeichnungen eine Hochzeit.
Auch die DDR verlieh zahlreiche Auszeichnungen, häufig einstufige (siehe Liste der staatlichen und nichtstaatlichen Auszeichnungen der DDR).
Heute gibt es als Auszeichnung der Bundesrepublik Deutschland den Verdienstorden der Bundesrepublik Deutschland (Bundesverdienstkreuz), die Verdienstorden der deutschen Bundesländer und einige wenige weitere.
Seit 1974 besteht die Deutsche Gesellschaft für Ordenskunde.
Die Phaleristik ist als geschichtswissenschaftliche Subdisziplin etabliert. Sie untersucht üblicherweise die Orden und Ehrenzeichen „losgelöst von ihren Trägern“ und hat daher wenig Anschluss an die sonstige geschichtswissenschaftliche Forschung.
In neuerer Zeit gibt es Versuche, diesen Zusammenhang wiederherzustellen, indem man Analysen von materiellen und symbolischen Bedeutungen von Orden etwa mit dem Ansehen der militärischen Ehre kontextualisiert. Damit wird die Phaleristik an die Mentalitätsgeschichte angebunden und im Zusammenhang mit der Geschichte von Normen, Leitbildern, Hierarchien und gesellschaftlichem Status untersucht.

## Unterscheidung
- Geistliche Ritterorden
- Weltliche Ritterorden
- Militärorden
- Verdienstorden
- Damenorden